# Canton de Nolay
Le canton de Nolay était une division administrative française située dans le département de la Côte-d'Or.

## Géographie
Ce canton était organisé autour de Nolay dans l'arrondissement de Beaune. Son altitude variait de 200 m (Puligny-Montrachet) à 567 m (Santosse) pour une altitude moyenne de 389 m.

## Histoire
Depuis le Redécoupage cantonal de 2014, le Canton de Nolay est intégré au Canton d'Arnay-le-Duc.

## Représentation

### Conseillers généraux de 1833 à 2015
| Période   | Période          | Identité                                         | Étiquette                | Qualité                                                                                             |
| --------- | ---------------- | ------------------------------------------------ | ------------------------ | --------------------------------------------------------------------------------------------------- |
| 2001      | 2015             | Emmanuel Bichot                                  | RPR puis UMP             | Magistrat financier Maire de Saint-Romain (2005-2014) Conseiller municipal de Dijon depuis 2014     |
| 1988      | 2001             | François Desmoulins-Lebeault                     | DVD                      | Directeur de laboratoire Maire de Jours-en-Vaux puis de Nolay                                       |
| 1970      | 1988             | Jean-Philippe Lecat                              | UDR puis RPR puis UDF    | Haut-fonctionnaire Député (1968-1972, 1973 et 1978) Membre du Gouvernement (1972-1974 et 1978-1981) |
| 1961      | 1970             | Georges Rave (1911-1988)                         | Rad.                     | Maire de Nolay                                                                                      |
| 1945      | 1961 (décès)     | André dit Léon Cochon (1895-1961)                | DVD                      | Serrurier et vigneron à Nolay                                                                       |
|           |                  |                                                  |                          | |
| 1943      | 1945             | Pierre Maufoux                                   |                          | Viticulteur Maire de Santenay-les-Bains Nommé conseiller départemental en 1942                      |
|           |                  |                                                  |                          | |
| 1931      | 1940             | Jules Truchot                                    | Rad. puis RG             | Industriel - Maire de Nolay                                                                         |
| 1913      | 1931             | Claude Grandchamp                                | Rad.                     | Propriétaire viticulteur Maire de Nolay, conseiller d'arrondissement                                |
| 1910      | 1913             | Sadi Carnot (fils de Sadi Carnot)                | Républicain Progressiste | Ancien officier d'infanterie, domicilié à Paris et à La Rochepot                                    |
| 1901      | 1910 (démission) | François Carnot (neveu du Président Sadi Carnot) | GD                       | Député (1902-1914), domicilié à Paris                                                               |
| 1895      | 1901             | Ernest Carnot (fils de Sadi Carnot)              | Républicain              | Ingénieur civil des Mines Député (1895-1898), domicilié à Paris                                     |
| 1888      | 1894 (décès)     | Pierre Guéneau                                   | Gauche radicale          | Docteur en médecine à Nolay, député (1892-1894)                                                     |
| 1877      | 1888 (démission) | Sadi Carnot                                      | Républicain              | Ingénieur - Député (1871-1887) Président de la République (1887-1894)                               |
| 1870      | 1877             | Pierre Alexandre Coqueugniot                     | Républicain              | Docteur en médecine à Nolay                                                                         |
| juin 1870 | octobre 1870     | Joseph Carnot                                    |                          | Avocat - propriétaire à Nolay                                                                       |
| 1861      | 1870             | Jacques Marie Duvault-Blochet                    |                          | Propriétaire et négociant à Santenay, conseiller d'arrondissement                                   |
| 1842      | 1861             | François Carnot                                  |                          | Propriétaire, avocat, ancien Maire de Nolay                                                         |
| 1841      | 1842             | Gaspard Dominique Guillemot-Viénot               |                          | Conseiller à la Cour royale de Dijon                                                                |
| 1836      | 1841 (décès)     | Claude Guillemot-Narjollet                       |                          | Avocat à Dijon                                                                                      |
| 1833      | 1836             | Jean-Baptiste Edouard                            |                          | Propriétaire à Puligny                                                                              |

### Conseillers d'arrondissement (de 1833 à 1940)
| Période                                  | Période      | Identité                                | Étiquette | Qualité |
| ---------------------------------------- | ------------ | --------------------------------------- | --------- | --- |
| 1833                                     | 1842         | Claude Dubois (1786-1853)               |           | Négociant en vins à Beaune, propriétaire à Chassagne                                                        |
| 1842                                     | 1848         | Hugues Abord-Belin                      |           | Avocat, Santenay                                                                                            |
| 1848                                     | 1855         | Charles Delonguy-Jannin                 |           | Propriétaire, ancien maire de Santenay (1841-1848)                                                          |
| 1855                                     | 1858         | Gérard Routy de Charodon (1815-1862)    |           | Propriétaire, maire de Molinot                                                                              |
| 1858                                     | 1860         | Édouard Michaud                         |           | Propriétaire à Puligny                                                                                      |
| 1860                                     | 1861         | Jacques Marie Duvault-Blochet           |           | Propriétaire, maire de Santenay                                                                             |
| 1861                                     | 1864         | Jules Édouard                           |           | Maire de Puligny                                                                                            |
| 1864                                     | 1865 (décès) | Joseph Lavirotte-Guillemaut (1824-1865) |           | Banquier, maire de Nolay                                                                                    |
| 1865                                     | 1870         | Théodore Carnot                         |           | Avocat à Dijon                                                                                              |
| 1870                                     | 1871         | Louis Routy de Chorodon (1841-1922)     |           | Propriétaire à Molinot                                                                                      |
| 1871                                     | 1880         | Louis Naudin                            |           | Viticulteur, propriétaire du château de Saint-Aubin                                                         |
| 1880                                     | 1883         | Félix Grillot-Roy                       |           | Maire de Nolay                                                                                              |
| 1883                                     | 1889         | Edmond Pannetier                        |           | Maire d'Ivry-en-Montagne                                                                                    |
| 1889                                     | 1895         | François Dubois                         |           | Propriétaire, ancien maire de Santenay                                                                      |
| 1895                                     | 1910         | Louis Frédéric Naudin fils              |           | Viticulteur, propriétaire du château de Saint-Aubin                                                         |
| 1910                                     | 1913         | Claude Grandchamp                       | Radical   | Propriétaire viticulteur à Nolay                                                                            |
| 1913                                     | 1928         | Jean-Baptiste Roux                      |           | Propriétaire, maire de Santenay                                                                             |
| 1928                                     | 1940         | Auguste Pouleau                         |           | Agriculteur, maire de La Rochepot                                                                           |
| 1940                                     |              |                                         |           | Les conseils d'arrondissement ont été suspendus par la loi du 12 octobre 1940 et n'ont jamais été réactivés |
| Les données manquantes sont à compléter. |              |                                         |           | |

## Composition
Le canton de Nolay regroupait 17 communes :
| Communes             | Population (2012) | Code postal | Code Insee |
| -------------------- | ----------------- | ----------- | ---------- |
| Aubigny-la-Ronce     | 164               | 21340       | 21032      |
| Baubigny             | 268               | 21340       | 21050      |
| Chassagne-Montrachet | 394               | 21190       | 21150      |
| Cormot-le-Grand      | 140               | 21340       | 21195      |
| Corpeau              | 1 037             | 21190       | 21196      |
| Ivry-en-Montagne     | 190               | 21340       | 21318      |
| Jours-en-Vaux        | 96                | 21340       | 21327      |
| Molinot              | 151               | 21340       | 21420      |
| Nolay                | 1 482             | 21340       | 21461      |
| Puligny-Montrachet   | 426               | 21190       | 21512      |
| La Rochepot          | 281               | 21340       | 21527      |
| Saint-Aubin          | 269               | 21190       | 21541      |
| Saint-Romain         | 243               | 21190       | 21569      |
| Santenay             | 839               | 21590       | 21582      |
| Santosse             | 46                | 21340       | 21583      |
| Thury                | 286               | 21340       | 21636      |
| Vauchignon           | 39                | 21340       | 21658      |

## Démographie
| 1975  | 1982  | 1990  | 1999  | 2006  | 2011  | 2012  |
| ----- | ----- | ----- | ----- | ----- | ----- | ----- |
| 6 328 | 6 338 | 6 452 | 6 482 | 6 333 | 6 195 | 6 159 |